# Рочестер (Миннесота)
Ро́честер (англ. Rochester) — город на севере США, в штате Миннесота, является центром округа Олмстед. Население — 101 659 человек (2008 год), это третий по величине город Миннесоты и первый за пределами агломерации Миннеаполис-Сент-Пол. В агломерации города проживают около 182 тысяч человек. Основу экономики Рочестера составляют производство медицинских приборов и радиоэлектронного оборудования, а также пищевая промышленность. В городе находится клиника Мейо, имеющая мировую известность. Вследствие этого возникло прозвище «Медицинский город» (англ. Med City).

## История
Район нынешнего Рочестера заселяли такие племена коренных американцев как Сиу, Оджибве и Виннебаго. В 1851 году индейцы сиу передали землю штату Миннесота.
Рочестер основал Джордж Хеад в 1854 году, его владения находились на месте нынешнего финансового центра города. Будучи из Рочестера (находившегося в штатеНью-Йорк), Хеад жил в Висконсине, а затем переселился в Миннесоту. Он назвал своё поселение Саус-Форк на реке Сумбро (англ. South Fork of the Zumbro River) и построил дом, где жила его семья и находилась таверна. Уже в 1856 году население посёлка составляло 50 человек, а спустя два года выросло до 1500. В 1857 году Рочестер стал центром округа Олмстед. В 1860 году построили железную дорогу, вследствие чего в городе появились новые жители, а следовательно, активное экономическое развитие.
21 августа 1883 года смерч разрушил большую часть Рочестера, погубив 37 и ранив 200 человек. Медицинского обслуживания в городе не было, поэтому роль санитаров взяли на себя Майо и его двое сыновей. Пожертвования в виде 60 000 долларов из женского монастыря Св. Франциска помогли Майо, и он в 1889 году открыл собственную больницу. Сейчас это одно из самых крупных и уважаемых медицинских учреждений мира. Многие известные люди из разных стран мира, в том числе бывшие президенты США Джордж Г. У. Буш, Джеральд Форд и Рональд Рейган, а также король Иордании Хусейн бен Талал, посещали Рочестер в качестве пациентов клиники.

## География
Рочестер расположен на обоих берегах реки Сумбро. Площадь города составляет 103,0 км². Из них 102,6 км² — земля, а 0,4 км² (0,35 %) — вода.
На территории города находится множество озёр, в том числе и искусственных. Одно из них — Silver Lake — использовали в качестве пруда-охладителя для располагающейся неподалёку электростанции. Благодаря тёплой воде это озеро не замерзает зимой и привлекает мигрирующих канадских гусей, которые стали символом города.
В 1978 году русла многих рек и ручьёв были изменены из-за участившихся паводков.

## Население
| Год переписи | Население, чел. | Естественный прирост, %. |
| ------------ | --------------- | ------------------------ |
| 1860         | 1,424           | ------                   |
| 1870         | 3,953           | 177.6 %                  |
| 1880         | 5,103           | 29.1 %                   |
| 1890         | 5,321           | 4.3 %                    |
| 1900         | 6,843           | 28.6 %                   |
| 1910         | 7,844           | 14.6 %                   |
| 1920         | 13,722          | 74.9 %                   |
| 1930         | 20,621          | 50.3 %                   |
| 1940         | 28,312          | 37.3 %                   |
| 1950         | 29,885          | 5.6 %                    |
| 1960         | 40,663          | 36.1 %                   |
| 1970         | 53,766          | 32.2 %                   |
| 1980         | 57,890          | 7.7 %                    |
| 1990         | 70,745          | 22.2 %                   |
| 2000         | 85,806          | 21.3 %                   |
| 2008         | 101,659         | 18.5 %                   |

По данным переписи населения 2008 года в Рочестере проживало 101 659 человек. Было 39 203 семьи, 50 % из них — просто супружеские пары. 31,6 % имели детей в возрасте до 18 лет. Доход на душу населения в год был $ 30 977. 8,4 % жителей Рочестера находились ниже черты бедности, из них 11,5 % — несовершеннолетние и 5,1 % пенсионеров.
В городе проживает 83,7 % неиспаноязычных белых. 4,8 % — афроамериканцы, 0,2 % — коренные жители, азиаты — 6,2 %, а выходцы из Латинской Америки — 3,5 % населения города. Из белого населения американцев немецкого происхождения было 35,5 %, норвежские американцы представляли 15,9 % населения Рочестера. 11,6 % были ирландцами, 8,2 % — англичанами, а 5 % — шведами.

## Экономика

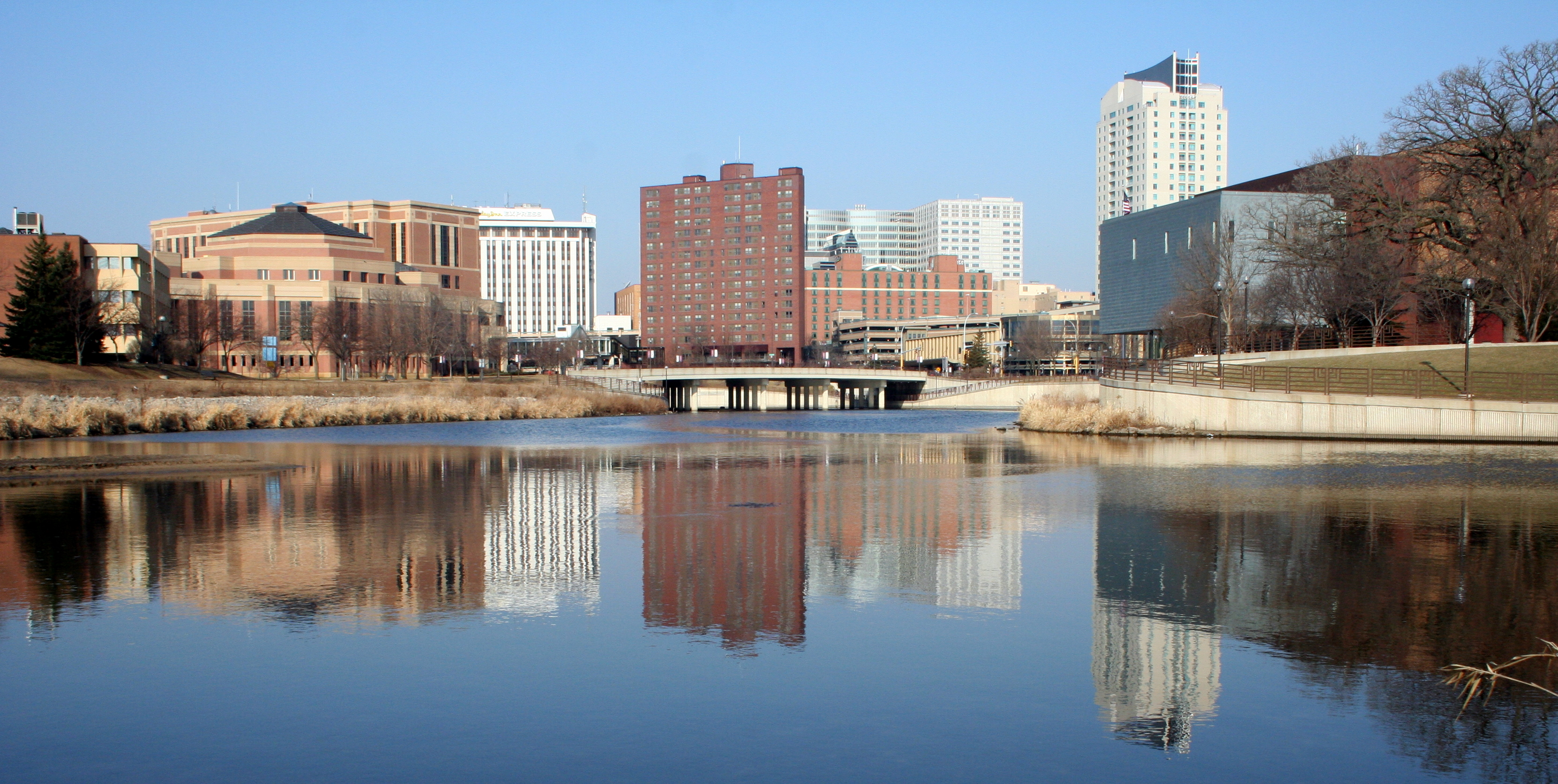
Финансовый центр города и его отражение в реке Сумбро

Клиника Майо, в которой работает 28 тысяч человек, является основой экономики города, принимая до 2 миллионов посетителей в год. В развитие экономики вносит вклад и находящийся здесь офис компании IBM. Также развиты сельское хозяйство и производство молочных продуктов.
В списке американского журнала «Money» «Лучшие места для проживания» Рочестер занял 67 место в 2006 году. Однако в 2009 не попал даже в сотню.